# Joseph Bevan Braithwaite
Pour les articles homonymes, voir Braithwaite.
Joseph Bevan Braithwaite (21 juin 1818 - 15 novembre 1905) est un ministre quaker anglais conservateur et évangélique.
En 1887, il rédige la Déclaration Quaker Richmond qui stipule, entre autres, que la Bible a une plus grande autorité que la Lumière intérieure.

## Biographie
Braithwaite est né en 1818 de la ministre quaker Anna Braithwaite et de l'industriel Isaac Braithwaite de Kendal. Sa mère est impliquée dans la tentative de résolution du premier schisme du quakerisme provoqué par Elias Hicks . Braithwaite fréquente l'école quaker, Stramongate, Kendal, dans le Lake District. À la fin des années 1830, il est attiré par le ministère évangélique d'Isaac Crewdson. Il envisage de quitter le quakerisme traditionnel, comme beaucoup de membres de sa famille l'ont fait, mais en 1840, il assiste à l'assemblée annuelle de Londres et décide de rester . En 1843, Braithwaite devient avocat mais en raison d'un bégaiement prononcé, il n'exerce pas devant les tribunaux.
En 1851, Braithwaite épouse Martha Gillett (1823–1895), également ministre quaker reconnue, fille du banquier Joseph Ashby Gillet de Banbury. Ensemble, ils ont trois fils et six filles, dont Joseph Bevan Braithwaite, un agent de change et William Charles Braithwaite. Par l'intermédiaire de sa fille Martha, il est le grand-père de Sarah Martha Baker.

## Ministère quaker
Malgré son bégaiement, Braithwaite parle avec éloquence à Westminster Meeting House et il est reconnu comme ministre enregistré en 1844. Après la mort du principal évangélique quaker, Joseph John Gurney, en 1847, la responsabilité du leadership évangélique parmi les quakers britanniques passe à Braithwaite, qui édite les mémoires de Gurney, dont les deux volumes sont publiés en 1854 .
Comme sa mère, Braithwaite voyage beaucoup parmi les réunions Quaker en Grande-Bretagne et en Irlande. Il visite les États-Unis cinq fois entre 1865 et 1887  et établit des contacts étendus avec les Quakers américains qui visitent Londres. Il est personnellement influent dans le quakerisme en Grande-Bretagne, aux États-Unis et en France.
En 1869, Braithwaite rejoint le comité de la British and Foreign Bible Society et effectue deux voyages en son nom en Europe de l'Est en 1882, et dans l'Empire ottoman, notamment en Syrie et en Palestine en 1883. Alors qu'il est à Mersin, près de Tarse, le lieu de naissance de Paul de Tarse, Braithwaite est inspiré pour écrire « Paul, l'Apôtre, un poème » .
Avec Charles Fox, Braithwaite est l'un des membres des comités nommés par l'Assemblée annuelle de Londres en mai 1871 pour faire face à l'éclosion de la « pensée moderne » lors de la réunion Quaker de Manchester. Le Comité organise le reniement de David Duncan, le chef franc des dissidents de Manchester et publie une Déclaration de certains principes fondamentaux de la vérité chrétienne, qui est cependant rejetée par l'Assemblée annuelle de Londres en 1872. Cette déclaration est un antécédent de la Déclaration de Richmond.

## La déclaration de Richmond
Braithwaite a une profonde aversion pour le ministère du quaker américain Elias Hicks, responsable d'un schisme majeur dans le quakerisme en 1827. Hicks a considéré que «l'obéissance à la lumière intérieure» est le principe fondamental du quakerisme et que l'adhésion à la Bible est d'une importance secondaire.
En 1887, Braithwaite se rend aux États-Unis en tant que représentant des quakers britanniques à la réunion des amis qui a lieu tous les cinq ans à Richmond, dans l'Indiana. Là, il écrit, en tant que compilateur principal, une déclaration de foi, la Déclaration de Richmond . La Déclaration est acceptée par 95 représentants lors de la réunion, mais de manière inattendue, elle n'est pas adoptée par l'Assemblée annuelle de Londres en 1888 car une minorité influente, dont Edward Grubb, bloque son approbation comme étant un « credo » et insensible au caractère distinctif des Quaker . Ce rejet est une grande déception pour Braithwaite et la déclaration de Richmond est l'un des facteurs qui conduisent au tournant doctrinal prononcé par la London Yearly Meeting en 1895, passant à une position plus libérale et au développement de contacts avec les Hicksites.

## Héritage
Braithwaite meurt chez lui à Islington en 1905. Sa tombe se trouve dans le cimetière Quaker à Winchmore Hill, à Londres.
En 1907, ses papiers sont archivés sous le nom de «Braithwaite Collection» à la bibliothèque de la Religious Society of Friends, à Londres.